# The Night Shift
The Night Shift är en amerikansk dramaserie i sjukhusmiljö vars första säsong hade premiär den 27 maj 2014. Första säsongen bestod av åtta avsnitt. Serien sändes under fyra säsonger och det sista avsnittet hade premiär 1 september 2017. Totalt omfattade serien 45 avsnitt. Serien är skapad av Jeff Judah och Gabe Sachs, som också medverkat i att skriva seriens manus.

## Handling
Serien kretsar kring personalen som arbetar nattskiftet på sjukhuset San Antonio Memorial, och mer specifikt TC Callahan, efter tre uppdrag i Afghanistan återvänt för att arbeta på hemmaplan.

## Rollista i urval
- Eoin Macken - Dr. Thomas Charles "TC" Callahan
- Jill Flint - Dr. Jordan Alexander
- Ken Leung - Dr. Christopher "Topher" Zia
- Brendan Fehr - Dr. Andrew "Drew" Alister
- Robert Bailey Jr. - Dr. Paul Cummings
- Jeananne Goossen - Dr. Krista Bell-Hart
- JR Lemon - Kenny Fournette
- Freddy Rodriguez - Dr. Michael Ragosa
- Daniella Alonso - Dr. Landry de la Cruz
- Scott Wolf - Dr. Scott Clemmens
- Tanaya Beatty - Dr. Shannon Rivera
- Esodie Geiger - Molly Ramos
- Alma Sisneros - Jocelyn Diaz
- Catharine Pilafas - Heather Bardocz
- Luke Macfarlane - Rick Lincoln
- Adam Rodriguez - Dr. Joey Chavez
- Jennifer Beals - Dr. Sydney "Syd" Jennings
- AnnaLynne McCord - Jessica Sanders